# عبد الواحد بالافيتشيني
الشيخ عبدُ الواحد پالَّاڤيتشيني (بالإيطالية: Shaykh Abd Al Wahid Pallavicini)‏ هو عالمٌ مُسلم وداعية إيطالي. كان أقدم المُسلمين الإيطاليين وعميدهم مُنذُ اعتناقه الإسلام سنة 1951م حتَّى وفاته سنة 2017م. وُلد في إيطاليا سنة 1926م من عائلة أرستقراطيَّة، وحصل في وقتٍ لاحقٍ على بكالوريوس في الطب. اعتنق الإسلام يوم 29 ربيع الأوَّل 1370هـ المُوافق فيه 7 كانون الثاني (يناير) 1951م، خِلال زيارةٍ إلى القاهرة، واختار لِنفسه اسم «عبد الواحد». بعد ذلك عاد إلى إيطاليا حيثُ اشتغل بِالدعوة إلى الإسلام، فأسلم على يديه عددٌ من الايطاليين، كما عمل بالدعوة إلى الحوار بين الأديان.
تقدَّم پالَّاڤيتشيني - على رأس الجالية الإسلاميَّة في إيطاليا - بطلبٍ من مجلس مدينة ميلانو لِبناء مسجدٍ جامعٍ لِلمُسلمين في المدينة المذكورة، في سنة 2000م، فوافق المجلس المذكور على هذا الطلب وبدأت أعمال البناء سنة 2002م، بعد أن وُضعت تصماميم المسجد على يد المُهندس ديڤيد ناپوليتانو. وفي سنة 2008م انتهى أعمال البناء وأُذِّن بِالصلاة في المسجد بِإشراف پالَّاڤيتشيني، لِيكون ذلك ثاني مساجد إيطاليا بعد مسجد روما الكبير. وقال ناپوليتانو أنَّ الشيخ عبد الواحد شُيِّدت لهُ مقبرة لِيُدفن فيها على مقرُبة من المسجد بناءً على وصيَّته، وأنَّ مجلس المدينة منحهم التراخيص اللازمة لِإنشاء المقبرة قرب المسجد بشكلٍ استثنائيٍّ، بسبب الاحترام الذي يحظى به پالَّاڤيتشيني في وسط الجالية الإسلاميَّة وفي المدينة ككل.
زار پالَّاڤيتشيني عدَّة دُول عربيَّة وإسلاميَّة خِلال حياته، من بينها مصر والمغرب حيثُ التقى بالملك محمد السادس بن الحسن. وفي يوم الأربعاء 26 صفر 1439هـ المُوافق فيه 15 تشرين الثاني (نوڤمبر) 2017م، تُوفي عبدُ الواحد پالَّاڤيتشيني في مسقط رأسه بِمدينة ميلانو، وكان قد بلغ عامه الحادي والتسعين. أُقيمت جنازته بعد صلاة يوم الجُمُعة التالية الساعة الواحدة والنصف ظهرًا بِمسجد ميلانو سالف الذِكر، المشهور بِمسجد عبد الواحد، ودُفن بِالمقبرة المُخصصة، ونعتهُ جريدة الڤاتيكان على «دوره المُميَّز في تقارب الأديان».